# Pfand
Ein Pfand im Alltag ist ein Geldbetrag, hinterlegt für die Ausleihe eines wieder verwendbaren Gegenstands bis zu dessen Rückgabe. Beispiele für solche Gegenstände sind Behälter (insbesondere für Getränke und Gase), Audio-Abspielgeräte in Museen sowie Autobatterien. Bei Rückgabe des Gegenstands wird der Betrag zurückgezahlt.

## Umsetzung bei Getränkebehältern
Bei Getränkebehältern werden Einweg- und Mehrwegbehälter unterschiedlich behandelt.
- Einwegbehälter mit Pfand werden während der Rücknahme im Automaten zerstört und später stofflich verwertet. Dazu zählen unter anderem PET-Flaschen, Getränkedosen und Getränkekartons.
- Mehrwegbehälter (vor allem Glasflaschen) können dagegen nach der Rücknahme gereinigt und wiederverwendet werden.

Die Konsumenten zahlen das Pfand beim Kauf der Getränke zusätzlich zum Kaufpreis und erhalten es bei korrekter Rückgabe vollständig zurück.

## Gültigkeit von Pfandbons
Pfandbons gelten nach § 195 BGB drei Jahre ab dem Ende des Jahres, in dem sie ausgestellt wurden.

## Pfandgutschwund

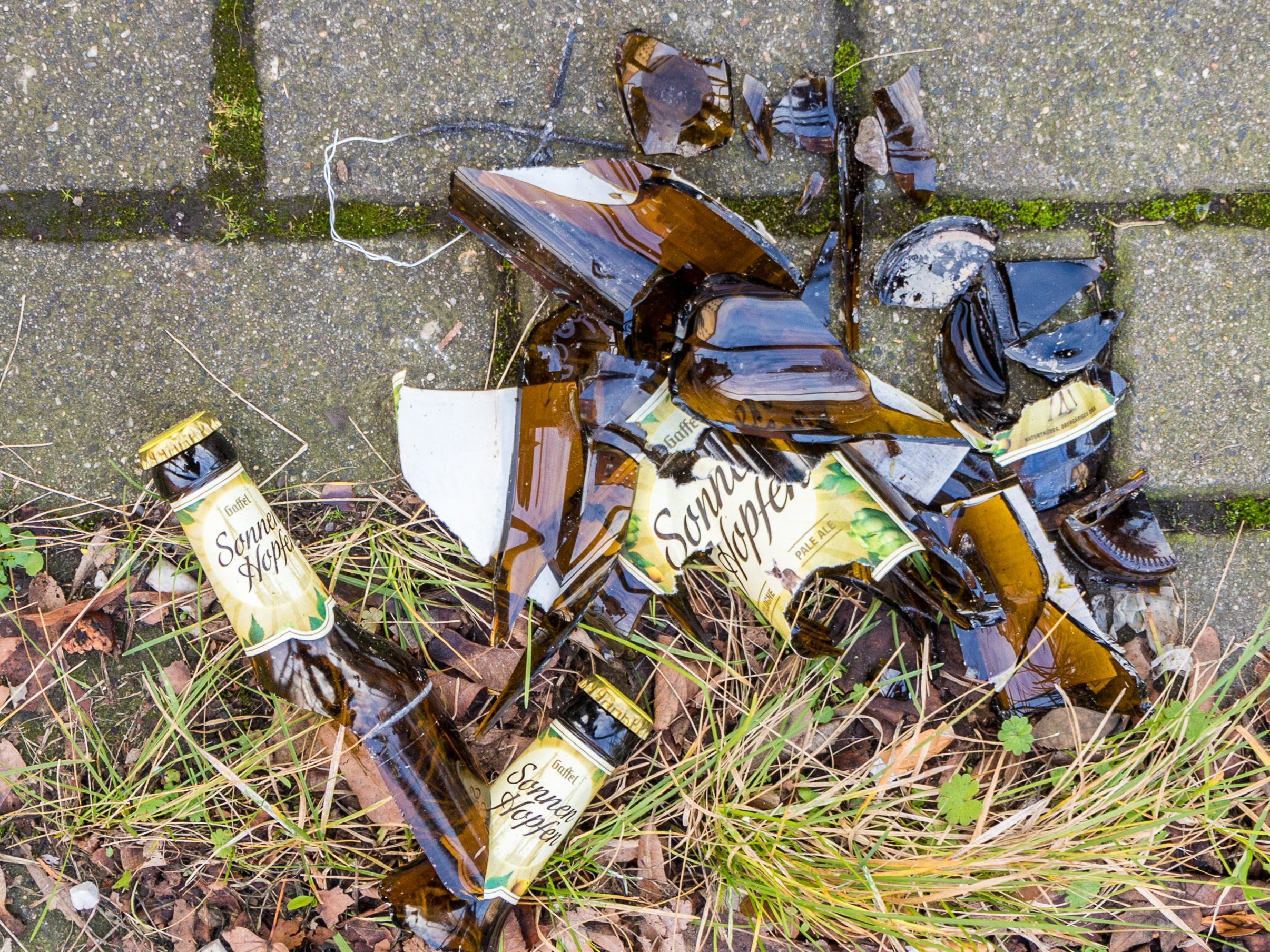
Zerbrochene Pfandflasche aus Glas: einer der Gründe für Pfandgut-Schwund

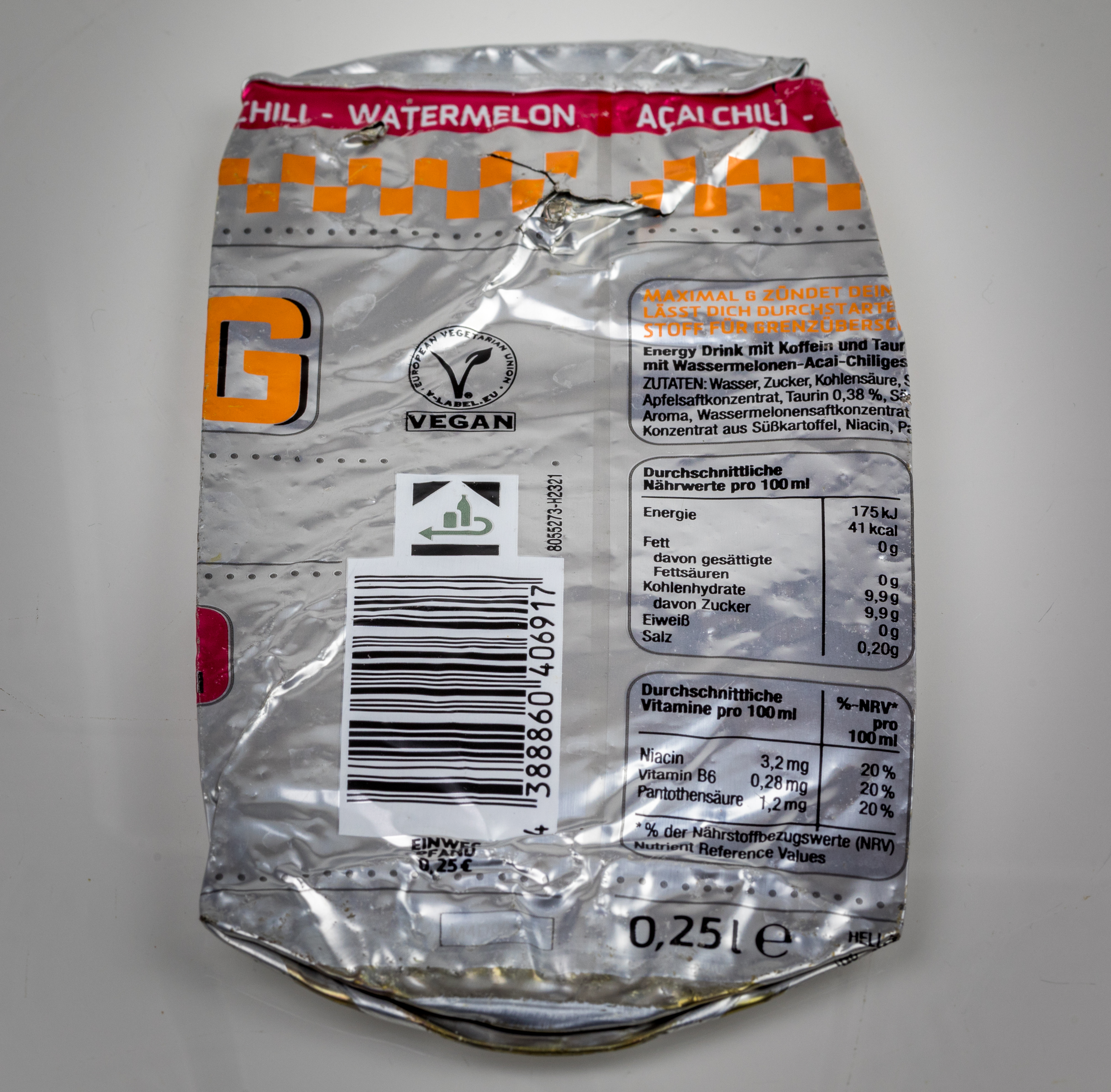
Eine plattgedrückte Getränkedose mit Pfand, die von Pfandautomaten nicht mehr akzeptiert wird

Der Pfandgutschwund ist die Differenz zwischen ausgegebenem und zurückgelangtem Pfandgut.
Der mit dem Schwund erzielte Gewinn oder Verlust verbleibt bei demjenigen, der in der Lieferkette erstmals Pfand (sog. "Pfandschlupf") verlangt: bei Behältern der Abfüller, bei Audio-Museumsführern das Museum, bei Auto-Akkus der Auto-Hersteller oder -Händler.
In Deutschland wurden bis 2006 etwa 10 % der ausgegebenen pfandpflichtigen Getränkeverpackungen nicht wieder eingelöst. Der entsprechende Pfandwert betrug 2005 1,2 Milliarden Euro. Nach Expertenschätzungen soll sich der Schwund durch die Vereinfachung auf 5 % halbiert haben. Für das Jahr 2012 geht das Umweltbundesamt etwa von einer Rücklaufquote von 95,9 % aus. Seit der gesetzlichen Einführung des Pfandes auf bestimmte Einweg-Verpackungen in Deutschland im Jahre 2003 habe sich der Schwund allein bei diesen bis zum Februar 2017 auf mehr als 3,5 Milliarden Euro summiert.